# Angerberg
Angerberg je obec v Rakousku ve spolkové zemi Tyrolsko v okrese Kufstein. První písemná zmínka o Angerbergu pochází z roku 1190. Žije zde přibližně 1 900 obyvatel.

## Poloha
Obec Angerberg leží nad dopravním uzlem Wörgl na 18 km dlouhém nízkém horském hřebeni, který se táhne mezi Brandenberger Ache a Niederbreitenbachem v údolí Unterinntal. Severně od Angerbergu se rozkládá pohoří Brandenberské Alpy s nejvyšší horou Hundsalmjoch (1637 m n. m.).
Katastrální území obce má rozlohu 58,4 km², z toho 32 %  zaujímá zemědělská půda, 47,8 % připadá na lesní porost a 9 % tvoří alpské louky. Z celkové plochy je 44,4 % osídleno.

### Části obce
Území obce tvoří následující tři obce (v závorce je uveden počet obyvatel k 1. lednu 2022):
- Achleit (429)
- Angerberg (1233)
- Embach (275)

Krajina Angerbergu se vyznačuje častým střídáním lesa a otevřené krajiny. V těchto oblastech jsou roztroušeny četné jednotlivé zemědělské usedlosti, vesnice a osady. Zemědělské využití probíhá na vykácených plochách uvnitř lesních porostů.

### Geologie
Obec Angerberg zahrnuje velkou část náhorní plošiny severně od řeky Inn a také jižní část Kalkalpen s oblastí Buchacker až Hundalm. Náhorní plošina Angerberg je tvořena převážně kvartérními štěrky, písky a sprašemi, které leží na podloží terciérních hornin. K nim patří "Unterangerbergské vrstvy", pro které je obec Angerberg typovou lokalitou. Jedná se o pískovce a mramory, které se ukládaly ve svrchním oligocénu.
Jednou ze zajímavostí obce je ledová a krápníková jeskyně Hundalm.

### Sousední obce
| Breitenbach am Inn | Thiersee | Langkampfen      |
| Breitenbach am Inn |          | MariasteinAngath |
| Breitenbach am Inn | Wörgl    | Wörgl            |

## Historie
Studie pylových zrn získaných z rašelinišť v Lindenmoosu dokládají, že přítomnost člověka v oblasti Angerbergu je doložena mýcením nejméně od mladší doby bronzové.
Ve starověku vedla přes Angerberg římská silnice. V 8. století bylo osídleno údolí dolního Innu, a tedy pravděpodobně i Angerberg. Tvary mýtin, které se podobají těm v Mnichovském lese, ukazují na bavorské osídlení.
Až do 12. století nejsou zmínky o jednotlivých statcích. Vzhledem k povětrnostním podmínkám lze předpokládat poměrně dobrou hospodářskou situaci. Rattenberský urbář z roku 1416 uvádí na území dnešní obce 21 hospodářství.
Dnes (2006) je Angerberg vyhledávanou venkovskou obytnou obcí. Z 590 domů v obci jich 96 % slouží k bydlení, 88 % zaměstnaných lidí z Angerbergu dojíždí za prací.

## Znak
Blason: Tři stříbrné trojlístky stoupající z pravého dolního rohu do levého horního rohu na zeleném pozadí. 
Znak byl obci udělen 6. července 1972 a symbolizuje název obce.  Připomíná bohatý klášter Frauenchiemsee v Angerbergu, jehož erbem byl heraldický list leknínu stylizovaný do jetelového trojlístku.